# Brianstorm
Brianstorm è una canzone della band britannica degli Arctic Monkeys, primo singolo estratto dal loro secondo album Favourite Worst Nightmare, pubblicato il 16 aprile in inghilterra.
Il singolo è arrivato secondo nella Official Singles Chart. Nel 2009 la canzone è stata inclusa nel videogioco Guitar Hero 5, uscito in Europa l'11 settembre 2009.

## Tracce
CD RUG254CD
- If You Found This It's Probably Too Late – 1:32
- Brianstorm – 2:50
- Temptation Greets You Like Your Naughty Friend (Turner/Rascal) – 3:27 (voce di Dizzee Rascal)
- What If You Were Right the First Time? – 3:02

7" RUG254
- Brianstorm – 2:50
- Temptation Greets You Like Your Naughty Friend (Turner/Rascal) – 3:27 (voce di Dizzee Rascal)

10" RUG254T
- If You Found This It's Probably Too Late – 1:32
- Brianstorm – 2:50
- Temptation Greets You Like Your Naughty Friend (Turner/Rascal) – 3:27 (voce di Dizzee Rascal)
- What If You Were Right the First Time? – 3:02

## Formazione
- Alex Turner - voce, chitarra
- Jamie Cook - chitarra, cori
- Nick O'Malley - basso, cori
- Matt Helders - batteria, cori